# مویسس کایسدو
مویسس ایساک کایسدو کوروزو (اسپانیایی: Moisés Isaac Caicedo Corozo‎؛ زادهٔ ۲ نوامبر ۲۰۰۱) بازیکن فوتبال اهل  اکوادور است که در پست هافبک برای باشگاه فوتبال چلسی در لیگ برتر فوتبال انگلستان و تیم ملی اکوادور بازی می‌کند.

## افتخارات
زیر ۲۰ سال ایندپندینته
- جام لیبرتادورس زیر ۲۰ سال: ۲۰۲۰

چلسی
- لیگ کنفرانس اروپا: ۲۰۲۴–۲۵[۲]
- جام اتحادیه باشگاه‌های انگلستان نایب قهرمان: ۲۰۲۳–۲۴[۳]
- جام جهانی باشگاه‌ها: ۲۰۲۵[۴]

انفرادی
- بازیکن فصل باشگاه فوتبال برایتون اند هوو آلبیون: ۲۰۲۲–۲۳[۵]
- بازیکن فصل برایتون و هوو آلبیون از نگاه بازیکنان: ۲۰۲۲–۲۳[۵]
- گل فصل چلسی: ۲۰۲۳–۲۴[۶]
- بازیکن فصل چلسی: ۲۰۲۴–۲۵[۷]
- بازیکن فصل از نگاه بازیکنان چلسی: ۲۰۲۴–۲۵[۷]